# ميخائيل سميث (أستاذ جامعي)
ميخائيل سميث (بالإنجليزية: Michael Smith)‏ هو فنان أداء أمريكي، ولد في 8 مارس 1951 في شيكاغو في الولايات المتحدة.